# 카탈레 도야마
카탈레 도야마(일본어: カターレ富山 카타레 도야마[*], Kataller Toyama)는 일본 도야마시의 축구 클럽으로, 알로스 호쿠리쿠와 YKK AP FC를 합병해서 2007년 창단된 팀이다. 현재 J3리그에서 활동하고 있다.
팀명 "카탈레"는 "승리하다"를 뜻하는 도야마 방언인 "카타레"(勝たれ)와 프랑스어로 "가다"를 뜻하는 "알레"(aller)의 합성어이다.

## 선수 명단

### 현역
참고: FIFA 자격 규정에 따라 소속된 국가대표팀 국기를 표시합니다. 선수는 복수의 FIFA 비회원국 국적을 가지고 있을 수 있습니다.
| 번호 | 포지션 | 국적 | 이름                          |
| ---- | ------ | ---- | ----------------------------- |
| 10   | FW     |      | 마테우스 레이리아 도스 산토스 |
| 15   | MF     |      | 가브리엘 엔리케               |

| 번호 | 포지션 | 국적 | 이름 |
| ---- | ------ | ---- | ---- |

## 역대 감독
| 감독          | 임기        |
| ------------- | ----------- |
| 안마 다카요시 | 2010 ~ 2014 |